# Katie Aselton
Kathryn Aselton (Milbridge, 1978. október 1. –) amerikai színésznő és rendező.
Legismertebb alakítása Jenny A liga című sorozatban. A The Freebie című filmben is szerepelt.

## Fiatalkora
1978. október 1-én a született Milbridge-ben. 1995-ben első helyezett volt a Miss Teen USA versenyen. 1996-ban érettségizett a Narraguagus High Schoolban Harringtonban. 1996-ban a Bostoni Egyetemre járt két évig, mielőtt Los Angelesbe költözött színészkedni, ahol megismerkedett későbbi férjével, Mark Duplass-szal. Ezután két évig tanult a New York-i American Academy of Dramatic Arts-on.

## Pályafutása
2004-ben szerepelt a Scrapple című rövidfilmben Mark Duplass-szal és testvérével, Jay Duplass-szal, aki a rövidfilmet írta és rendezte is. A 2005-ös Plüssfotel című nagyjátékfilmben debütált. 2009-ben, többéves szünet után megjelent az Office egyik epizódjában. 2016-ban az Együttlét című eredeti HBO-sorozatban tűnt fel Anna szerepében. 2017-ben szerepelt az Anyák elszabadulva című filmben is Molly Shannon és Toni Collette mellett.

## Magánélete
Férje Mark Duplas. Két közös lányuk van, akik 2007-ben és 2012-ben születtek.

## Filmográfia

### Filmek

#### Filmrendezései
| Év   | Magyar cím  | Eredeti cím | Feladatkör | Feladatkör | Feladatkör |
| Év   | Magyar cím  | Eredeti cím | Rendező    | Producer   | Író        |
| ---- | ----------- | ----------- | ---------- | ---------- | ---------- |
| 2010 |             | The Freebie | Igen       | Nem        | Igen       |
| 2012 |             | Black Rock  | Igen       | Nem        | Igen       |
| 2022 | Hirtelen 70 | Mack & Rita | Igen       | Nem        | Nem        |

#### Színészként
| Év   | Magyar cím                                  | Eredeti cím             | Szerep            | Magyar hang        |
| ---- | ------------------------------------------- | ----------------------- | ----------------- | ------------------ |
| 2004 |                                             | Scrapple                | Amy               |                    |
| 2005 | Plüssfotel                                  | The Puffy Chair         | Emily             |                    |
| 2009 | Gyakorlat teszi                             | Easier with Practice    | Nicole            |                    |
| 2009 |                                             | Other People's Parties  | Maggie Rihneau    |                    |
| 2009 |                                             | Feed the Fish           | Sif Anderson      |                    |
| 2010 | A furcsa srác                               | Cyrus                   | Csinos lány       |                    |
| 2010 |                                             | The Freebie             | Annie             |                    |
| 2011 | A lökött tesó                               | Our Idiot Brother       | Amy               | Gáspár Kata        |
| 2011 |                                             | The Fickle              | Jessie            |                    |
| 2011 | Jeff, aki otthon lakik                      | Jeff, Who Lives at Home | hosztesz          |                    |
| 2011 |                                             | Treatment               | Vivienne          |                    |
| 2012 |                                             | Black Rock              | Abby              |                    |
| 2014 |                                             | Creep                   | Angela (hang)     |                    |
| 2015 | Az ajándék                                  | The Gift                | Joan Callem       | Kiss Virág         |
| 2015 | A fák tengere                               | The Sea of Trees        | Gabriella Laforte | Czirják Csilla     |
| 2017 | Anyák elszabadulva                          | Fun Mom Dinner          | Emily             | Kisfalvi Krisztina |
| 2017 | Apavadászat                                 | Father Figures          | Sarah O'Callaghan | Peller Mariann     |
| 2018 | Könyvklub – avagy az alkony ötven árnyalata | Book Club               | Adrianne          | Tarr Judit         |
| 2018 |                                             | Deep Murder             | Babs Dangler      |                    |
| 2019 | A holnapember                               | The Tomorrow Man        | Janet             | Szőlőskei Tímea    |
| 2019 |                                             | The Devil Has a Name    | Olive Gore        |                    |
| 2019 |                                             | Synchronic              | Tara Dannelly     |                    |
| 2019 | Botrány                                     | Bombshell               | Alicia            |                    |
| 2020 | Amy holnap meghal                           | She Dies Tomorrow       | Susan             |                    |
| 2021 | Gonosz csoda                                | The Unholy              | Natalie Gates     | Pálfi Kata         |
| 2021 |                                             | Silk Road               | Sandy Bowden      |                    |
| 2023 | Vén csókák                                  | Old Dads                | Leah Kelly        | Németh Kriszta     |

### Televíziós szerepek
| Év        | Magyar cím       | Eredeti cím          | Szerep           | Megjegyzések                                |
| --------- | ---------------- | -------------------- | ---------------- | ------------------------------------------- |
| 2001      | Alul semmi       | Undressed            | Kim              | 2 epizód                                    |
| 2009      | Office           | Office               | Kesztyűs lány    | 1 epizód                                    |
| 2009–2015 | A liga           | The League           | Jenny            | főszereplő                                  |
| 2010      |                  | Players              | Ken randevúja    | 1 epizód                                    |
| 2013      | Égető szerelem   | Burning Love         | Idina Blimperson | 1 epizód magyar hangja Gáspár Kata          |
| 2013      |                  | Newsreaders          | Monica Collander | 1 epizód                                    |
| 2014      |                  | Revolution           | Duncan Page      | 2 epizód                                    |
|           | Wedlock          | Candace              | 2 epizód         |                                             |
| 2015      |                  | Weird Loners         | April            | 1 epizód                                    |
| 2016      |                  | Animals              | Rebecca (hangja) | 4 epizód                                    |
| 2016      | Együttlét        | Togetherness         | Anna             | 1 epizód                                    |
| 2016      | Alkalmi          | Casual               | Jennifer         | mellékszereplő                              |
| 2017–2018 | Légió            | Legion               | Amy              | főszereplő magyar hangja Kisfalvi Krisztina |
| 2017      | Félig üres       | Curb Your Enthusiasm | Jean             | 1 epizód                                    |
| 2019      | Az alelnök       | Veep                 | Stephanie        | 1 epizód                                    |
| 2021      | The Morning Show | The Morning Show     | Madeleine        | mellékszereplő                              |